# Albarkaram
Albarkaram o Alberkaram es una comuna rural de Níger perteneciente al departamento de Damagaram Takaya en la región de Zinder. En 2012 tenía una población de 17 619 habitantes, de los cuales 9166 eran hombres y 8453 eran mujeres.
El área está habitada principalmente por tuaregs que se dedican generalmente a la ganadería nómada. Sin embargo, la localidad se ubica en un valle seco dentro del cual se ha construido una represa, lo que permite parcialmente la agricultura de regadío y la piscicultura.
La localidad se ubica unos 30 km al noreste de la capital regional Zinder, sobre la carretera que lleva a Damagaram Takaya.